# Zephyranthes macrosiphon
Zephyranthes macrosiphon är en amaryllisväxtart som beskrevs av John Gilbert Baker. Zephyranthes macrosiphon ingår i släktet Zephyranthes och familjen amaryllisväxter. Inga underarter finns listade i Catalogue of Life.